# Ich glaube, lieber Herr, hilf meinem Unglauben, BWV 109

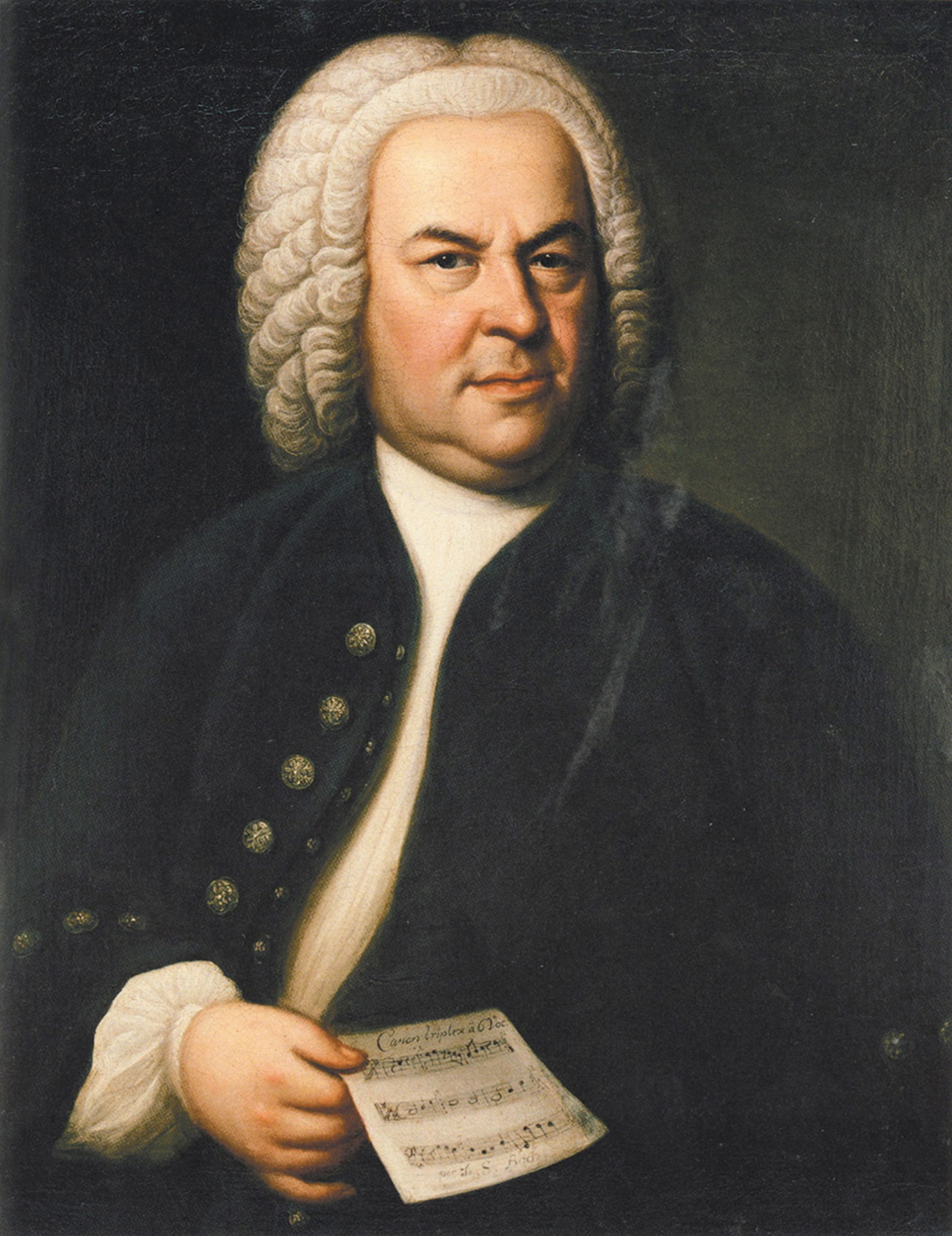
Johann Sebastian Bach, compositor de la cantata.

Ich glaube, lieber Herr, hilf meinem Unglauben, BWV 109 (en español, Creo, querido Señor, ayuda a mi incredulidad) es una cantata de iglesia compuesta por Johann Sebastian Bach en Leipzig para el vigesimoprimer domingo después de la Trinidad y la interpretó por primera vez el 17 de octubre de 1723.

## Historia y texto

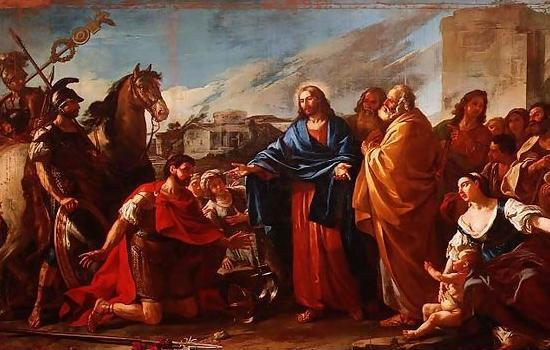
La curación del hijo del noble, del Evangelio de Juan, se usa como texto en la cantata. Por Joseph-Marie Vien, 1752.

Bach escribió la cantata en 1723 durante su primer año en Leipzig para el vigesimoprimer domingo después de la Trinidad. Las lecturas prescritas para el Domingo eran de la Epístola a los efesios, «tomad toda la armadura de Dios» (Efesios 6:10-17), y del Evangelio de Juan, la curación del hijo del noble (Juan 4:46-54). El poeta desconocido del texto de la cantata destacó la fe, que hizo posible la curación. La cantata comienza con una cita del Evangelio de Marcos, El niño poseído, la interpretación de Marcos del evangelio (Marcos 9:24). Los siguientes movimientos casi forman un diálogo entre el miedo y la esperanza, o la creencia y la duda, como Bach compondría tres semanas después en O Ewigkeit, du Donnerwort, BWV 60, y nuevamente para la Pascua de 1724 en Erfreut euch, ihr Herzen, BWV 66. El segundo movimiento es un diálogo, el tercer movimiento la expresión del miedo, los movimientos cuarto y quinto se convierten en esperanza. El coro de cierre es el verso 7 de «Durch Adams Fall ist ganz verderbt» de Lazarus Spengler (1524).
Bach interpretó por primera vez la cantata el 17 de octubre de 1723.

## Partitura y estructura
La cantata consta de seis movimientos y está compuesta para solistas de alto y tenor, un coro de cuatro partes y un conjunto instrumental barroco de cor du chasse (corno da caccia o corno da tirarsi), dos oboes , dos violines, viola y bajo continuo. El cor du chasse es posiblemente el mismo instrumento que la trompeta deslizante utilizada una semana antes en la interpretación en Leipzig de la cantata Ach! ich sehe, itzt, da ich zur Hochzeit gehe, BWV 162, escrita en Weimar. Su parte añadida no está en la partitura. En el coro de apertura toca principalmente colla parte con el primer violín y en el sexto movimiento el cantus firmus con la soprano.
1. Coro: Ich glaube, lieber Herr, hilf meinem Unglauben
2. Recitativo (tenor): Des Herren Hand ist ja noch nicht verkürzt
3. Aria (tenor, cuerdas): Wie zweifelhaftig ist mein Hoffen
4. Recitativo (alto): O fasse dich, du zweifelhafter Mut
5. Aria (alto, oboes): Der Heiland kennet ja die Seinen
6. Coral: Wer hofft in Gott und dem vertraut

## Música
El coro de apertura muestra muchos elementos de un concerto grosso. En el ritornello instrumental, el oboe primero y el violín primero forman el concertino. Las partes vocales aparecen a veces como un solo o dúo, expresando la creencia en un tema ascendente derivado del tema ritornello, con la duda expresada en una línea descendente.
El diálogo interior en el segundo movimiento está marcado como forte y piano, en lugar de dar las palabras a dos cantantes diferentes, como señala John Eliot Gardiner: «Bach refuerza la dicotomía entre fe y duda al asignar dos voces opuestas cantadas por el mismo cantante, una marcado forte, la otra piano, alternando frase a frase y seguramente único en los recitativos de Bach». La pregunta final «Ach Herr, wie lange?» (Ah, Señor, ¿cuánto tiempo?) se intensifica como un arioso, marcado adagio. En el aria siguiente, el miedo se expresa, según Gardiner, en «formas melódicas irregulares, armonías inestables que se dirigen hacia acordes angustiados de segunda inversión y figuras rítmicas punteadas persistentes». Se ha comparado con el aria de tenor de la Pasión según San Juan de Bach, «Ach, mein Sinn».
La coral de cierre no es una composición de cuatro partes, sino una compleja fantasía coral con una parte orquestal independiente, en la que está incrustada la parte coral. Los versos de la melodía coral «Durch Adams Fall ist ganz verderbt», intercalados por interludios, son cantados en notas largas por la soprano (con el corno) sobre una base de movimiento más rápido en las voces graves. Este movimiento es la primera fantasía coral escrita en una cantata de Bach en Leipzig, seguida por muchos de estos movimientos que abren cantatas corales del segundo ciclo de cantatas.

## Grabaciones
- Die Bach Kantate Vol. 56, Helmuth Rilling, Gächinger Kantorei, Bach-Collegium Stuttgart, Gabriele Schreckenbach, Kurt Equiluz, Hänssler (LP) 1971
- J. S. Bach: Das Kantatenwerk – Sacred Cantatas Vol. 6, Nikolaus Harnoncourt, Tölzer Knabenchor, Concentus Musicus Wien, Paul Esswood, Kurt Equiluz, Teldec 1980
- Die Bach Kantate Vol. 56, Helmuth Rilling, Gächinger Kantorei, Bach-Collegium Stuttgart, Hildegard Laurich, Kurt Equiluz, Hänssler (CD) 1981
- J. S. Bach: Complete Cantatas Vol. 8, Ton Koopman, Amsterdam Baroque Orchestra & Choir, Bogna Bartosz, Jörg Dürmüller, Antoine Marchand 1994
- J. S. Bach: Cantatas Vol. 14 – Cantatas from Leipzig 1723, Masaaki Suzuki, Bach Collegium Japan, Robin Blaze, Gerd Türk, BIS 2000
- Bach Cantatas Vol. 11, John Eliot Gardiner, Monteverdi Choir, English Baroque Soloists, William Towers, Paul Agnew, Soli Deo Gloria 2000[3][4]